# Шевченко, Максим Игоревич
Макси́м И́горевич Шевче́нко (род. 27 марта 1980, Алма-Ата) — казахстанский футболист, полузащитник, тренер. Выступал за сборную Казахстана.

## Клубная карьера
Воспитанник СДЮШОР-3 города Алма-Ата.
В 1997 году подписал контракт с российским клубом «КАМАЗ-Чаллы». Дебютировал в высшем дивизионе в возрасте 17 лет, 9 июля 1997 года в матче против московского «Динамо». В своём первом сезоне Шевченко принял участие в семи матчах чемпионата России, во всех выходил на замену. В следующем сезоне Максим гораздо чаще появлялся на поле, приняв участие в 30 матчах первого дивизиона.
Первую половину 1999 года Шевченко провёл в составе нижнекамского «Нефтехимика».
Летом 1999 года подписал контракт с новороссийским «Черноморцем», выступавшим в премьер-лиге, дебютный матч за южан сыграл 4 августа 1999 против московского «Спартака». В первых двух сезонах он выходил только на замены, сыграв 12 матчей в чемпионатах страны, а летом 2000 года был отдан в полугодичную аренду в новотроицкую «Носту». Вернувшись из аренды, Шевченко стал получать больше игрового времени, и в сезоне-2001 сыграл 22 матча в чемпионате России и 2 в Кубке УЕФА, однако не смог помочь «Черноморцу» удержаться в высшем дивизионе.
Покинув «Черноморец», Шевченко отыграл полтора сезона за тольяттинскую «Ладу», выступавшую в первом дивизионе.
Летом 2003 года он вернулся на родину, подписав контракт с кустанайским «Тоболом». В дальнейшем выступал за другие клубы высшей лиги Казахстана — «Жетысу», «Шахтёр» (Караганда), «Есиль-Богатырь», «Кайрат».
В 2009 году присоединился к команде первой лиги «Иле-Саулет», в которой провёл два года. В конце 2010 года в возрасте 30 лет завершил карьеру игрока.
После завершения карьеры некоторое время работал в тренерском штабе «Иле-Саулет», затем перешёл на работу в академию «Кайрата».
В марте 2019 года назначен главным тренером женского футбольного клуба «Торпедо» (Ижевск). За три тура по окончания чемпионата России сезона-2019 ушёл в отставку.

## Карьера в сборной
В сборной Казахстана дебютировал 10 декабря 2000 года в матче против ОАЭ (2:5). Первый гол за национальную команду забил 21 апреля 2001 года в игре с Непалом (4:0).
Всего за сборную сыграл 11 матчей и забил 3 гола.

## Семья
Младший брат Максима — Игорь (р. 1984) — также был футболистом, выступал за тольяттинскую «Ладу» и клубы высшей и первой лиги Казахстана.
27 декабря 2003 женился. В 2009 родилась дочь Алиса